# Parasitose intestinale
 Mise en garde médicale
Les parasitoses intestinales, maladies dues à des parasites se développant dans le tube digestif, constituent un important problème de santé publique dans les pays en développement.
Le risque d'infection est devenu très faible dans les pays à haut niveau d'hygiène. En revanche, les pays en développement, où l'hygiène hydrique et fécale est précaire, sont particulièrement exposés. L'eau souillée est le principal réservoir de ces parasites qui y persistent longtemps sous forme d'œufs, de spores ou d'oocystes. Ceux-ci pénètrent dans le corps par les voies transcutanée ou digestive. La transmission  est le plus souvent indirecte par de l'eau contaminée ou des aliments, mais elle peut être également directe par le contact des mains ou avec les fèces. Dans le cas de la tæniasis, l'infestation se fait par les animaux, lors de l'ingestion de viande de porc mal cuite. La prophylaxie, qu'elle soit individuelle ou collective, passe par une amélioration de l'hygiène générale.
On distingue deux grands groupes de parasitoses intestinales :
- Les helminthiases (dues à des vers parasites les helminthes), parmi lesquelles sont notamment distinguées les ascaridioses, ankylostomoses, trichocéphaloses, tæniasis...
- Les protozooses, dues à des protozoaires, et notamment la lambliase, la cryptosporidiose et d'autres coccidioses comme l'isosporose et la cyclosporose, et enfin la microsporidiose.